# Monachesimo irlandese

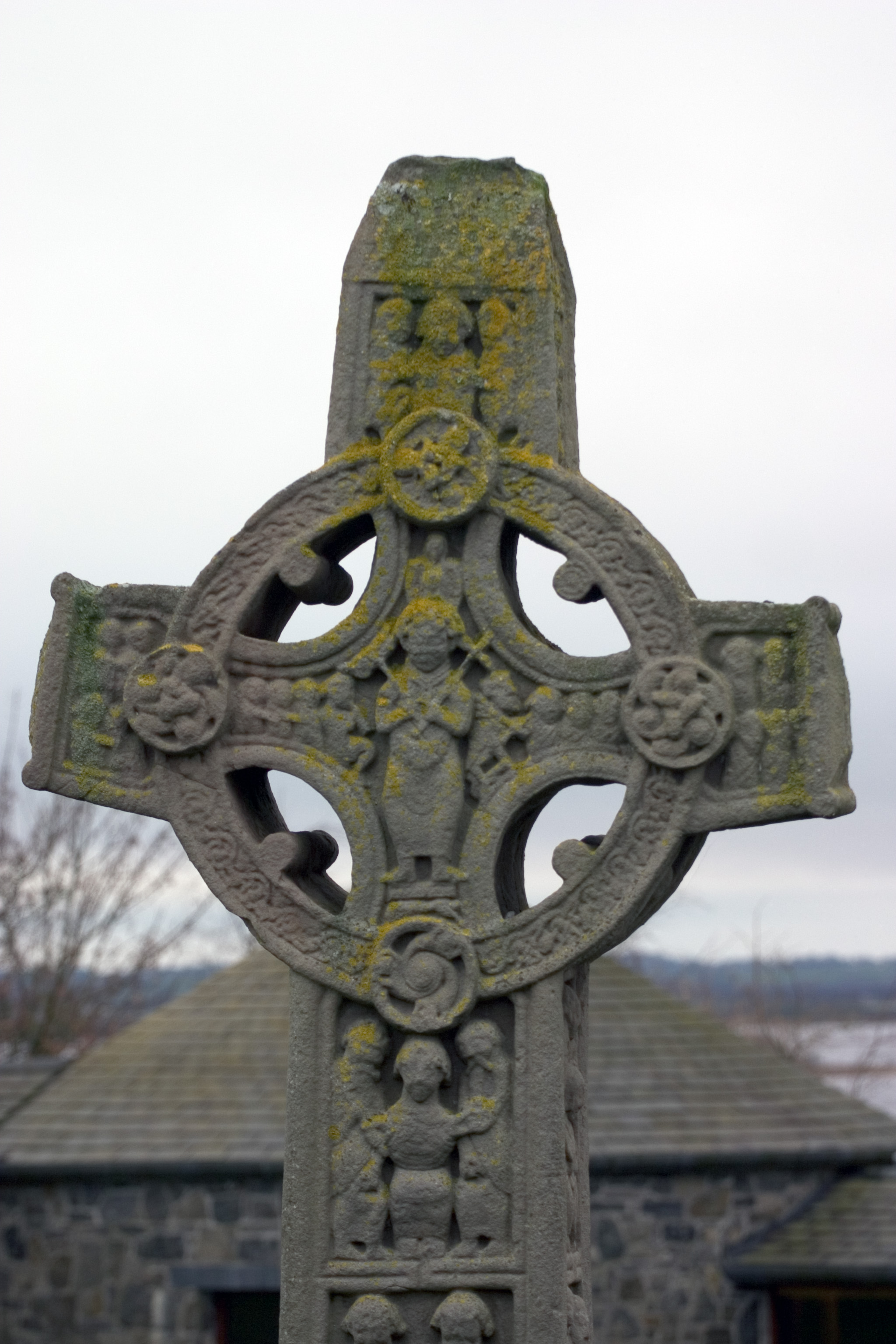
Croce celtica nel monastero di Clonmacnoise

Con il termine di monachesimo celtico o di monachesimo irlandese si intende una particolare forma di monachesimo nata in Irlanda a partire dalla fine del V secolo e più tardi diffusa in Europa nel corso dell'alto medioevo.

## Origini del monachesimo in Irlanda
L'Irlanda fu la prima area occidentale esterna all'Impero romano nella quale venne adottato il monachesimo, in una forma strettamente collegata alle tradizionali relazioni di clan.
La diffusione del Cristianesimo nell'isola era avvenuta nel corso del V secolo, principalmente ad opera di san Patrizio (431-432), su incarico di papa Celestino I. Secondo alcune tradizioni, tuttavia, san Patrizio sarebbe stato preceduto da un san Palladio, primo vescovo degli Irlandesi. Lo stesso san Patrizio avrebbe fondato nel 444 un monastero ad Armagh (Ard Macha), nell'omonima contea in Irlanda del Nord.
Altri vescovi, contemporanei di san Patrizio, o secondo alcune tradizioni a lui precedenti, avrebbero contribuito all'evangelizzazione dell'isola e all'inizio della sua tradizione monastica. San Declano, di origini irlandesi e formatosi a Roma, sarebbe stato rimandato nel suo paese di origine su incarico di papa Ilario (461-468). Qui avrebbe convertito la tribù celtica dei Decies o An Déise, stanziati nell'attuale contea  di Waterford e vi avrebbe fondato il monastero di Ardmore. Sant'Albeo (che tuttavia secondo alcune fonti sarebbe morto nel 528), anch'egli ordinato vescovo a Roma, avrebbe fondato in quest'epoca il monastero di Emly, nella contea di Tipperary e un altro monastero sarebbe sorto presso la cella in cui sant'Ibar si era ritirato in eremitaggio, a Begerin, nel porto di Wexford.
Ancora nella seconda metà del V secolo santa Brigida, co-patrona d'Irlanda, fondò ad Ardagh il primo convento femminile e si dedicò in seguito alla fondazione di altri monasteri, tra i quali nel 470 quello doppio, maschile e femminile, di Kildare, nei quali l'attività era organizzata al servizio dei poveri.
Un'altra fondazione del V secolo è ritenuta quella dell'abbazia di Killeaney (Kill-Enda), nell'isola di Inishmore (isole Aran nella baia di Galway), ad opera di sant'Enda di Aran.

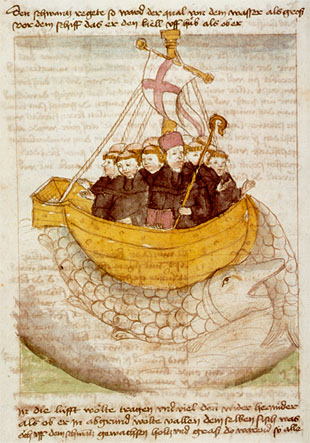
La navigazione di san Brendano in un manoscritto tedesco del XV secolo

In seguito san Finnian di Clonard, che si era formato presso i centri monastici già presenti nel Galles, si ritirò in una piccola cella nella contea di Meath, raccogliendo progressivamente intorno a sé numerosi seguaci e fondando intorno al 520 il monastero di Clonard. L'abbazia fu il primo grande centro monastico dell'Irlanda, dove si formarono i suoi "dodici apostoli", che a loro volta fondarono altri monasteri:
- san Brendano di Birri fu il fondatore nel 540 del monastero di Birr, nella contea di Offaly;
- san Ciarán di Clonmacnoise fu il fondatore nel 545 del monastero di Clonmacnoise, ancora nella stessa contea;
- san Columba di Terryglass fu il fondatore nel 548 del monastero di Terryglass, nella contea di Tipperary;
- san Columba di Iona, evangelizzatore della Scozia, in precedenza fondò l'abbazia di Durrow nel 553, sempre nella contea di Offaly, quella di Kells, nella contea di Meath, probabilmente nel 554 e infine un altro monastero a Derry;
- san Brendano di Clonfert, protagonista della leggenda della Navigatio sancti Brendani, fu il fondatore nel 559 del monastero di Clonfert, nella contea di Galway;
- san Cainnech, o Canizio, compagno di San Colomba in Scozia, fondò in Irlanda l'abbazia di Aghaboe nella contea di Laois;
- san Ciarán di Saighir fu il fondatore del monastero di Seir Kieran (o Saighir), nella contea di Offaly;
- san Mobhi fondò il monastero di Glasnevin;
- san Senan fondò un monastero nell'isola di Scattery (Inis Cathaigh), alla foce del fiume Shannon e l'abbazia dell'isola Inishmore;

Anche altri monasteri vennero fondati in Irlanda nel corso del VI secolo:
- san Finnian di Moville fu il fondatore, intorno al 540 del monastero di Druim Fionn e di una scuola monastica a Moville.
- san Comgall fondò nel 559 l'abbazia di Bangor, nella contea di Down in Irlanda del Nord, che divenne anch'essa una famosa scuola monastica e dove si formò san Colombano.

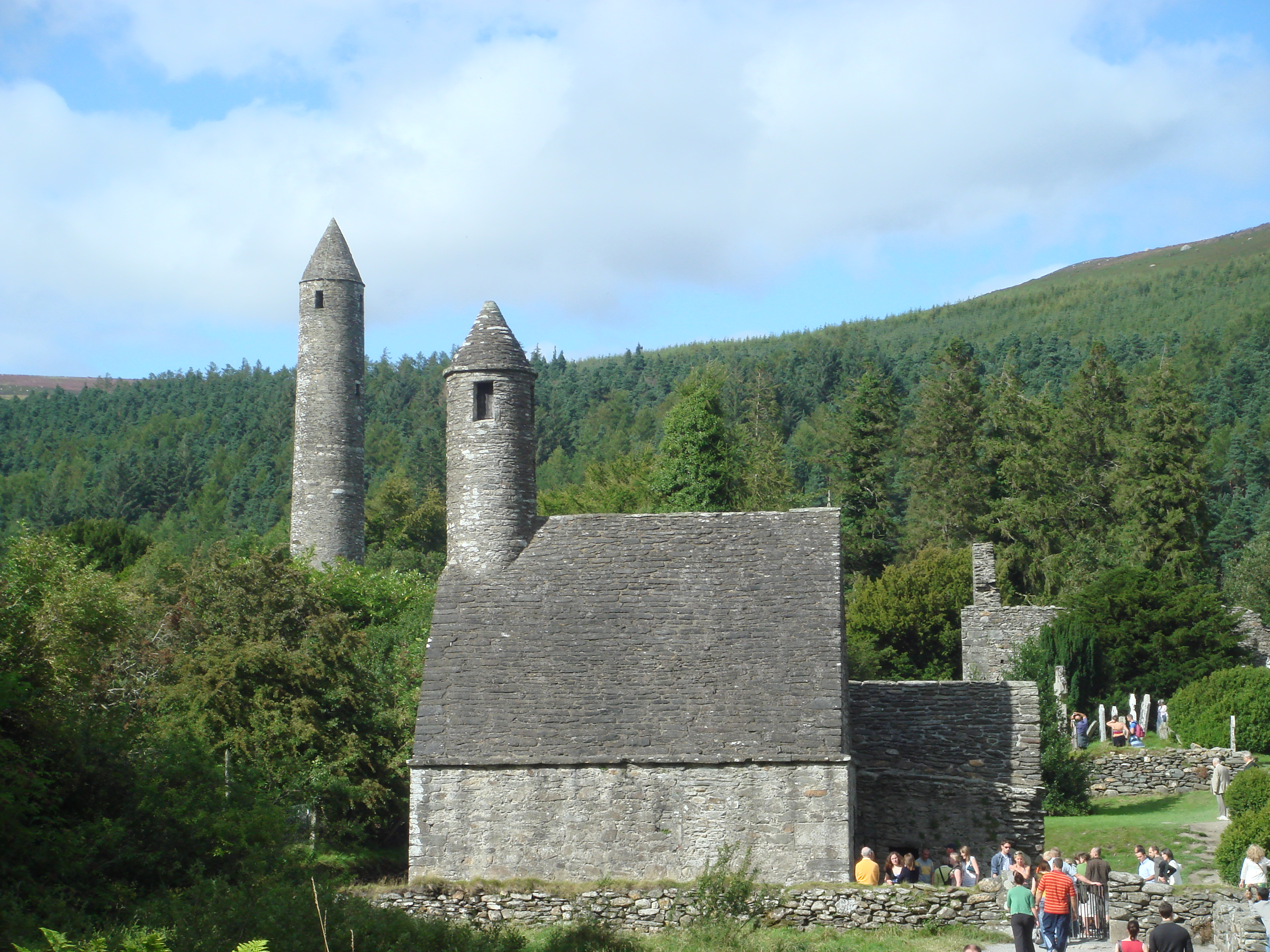
Il monastero di Glendalough, fondato da san Kevin nel VI secolo

San Kevin, formatosi nel monastero di Killnamanagh, si ritirò quindi in eremitaggio a Glendalough, nella contea di Wicklow, risiedendo in una grotta artificiale (una tomba dell'età del bronzo, oggi conosciuta come "Letto di san Kevin"). La sua santità attirò numerosi discepoli che si stabilirono nei pressi dando origine ad un centro monastico divenuto anch'esso una celebre scuola. Nel monastero si conservavano reliquie dei martiri che egli avrebbe riportato da un suo viaggio a Roma.

### Caratteristiche del monachesimo irlandese
Inizialmente i monasteri irlandesi dovettero essere costituiti semplicemente da capanne in legno, costruite dagli stessi monaci, raccolte intorno ad una chiesa, circondati da una palizzata. Solo in seguito furono costruiti in muratura, in particolare nell'Irlanda occidentale, dove il legno era più scarso. I monaci provvedevano essi stessi al proprio sostentamento e conducevano una vita dura, fatta di lavoro manuale, studio, preghiera e pratiche di mortificazione. Ogni monastero aveva la sua regola e i monaci erano tenuti all'obbedienza nei confronti dell'abate.
I monasteri vennero fondati a partire da una donazione di terre ad un religioso proveniente da una nobile famiglia locale, il quale ne diveniva abate. Il monastero diveniva quindi il centro spirituale della comunità e del clan. Gli abati che gli succedevano erano generalmente membri della medesima famiglia del fondatore, mantenendo dunque le terre monastiche nell'ambito della sua giurisdizione, secondo la tradizione irlandese, che prevedeva il trasferimento del possesso fondiario solo all'interno della medesima famiglia.
Furono anche centri culturali e di insegnamento anche per i laici.
Furono centri di diffusione per la lingua latina e tramandarono le locali tradizioni celtiche, elaborando la scrittura per la lingua irlandese e introducendo melodie e strumenti celtici nel canto gregoriano, secondo la tradizione dei bardi. Uno dei principali lavori dei monaci consisteva nella copiatura dei manoscritti e vi si sviluppò lo stile insulare nella decorazione miniata.
Nella società irlandese, priva di una vera organizzazione urbana, anche la figura del vescovo, legato alla città ebbe un'importanza minore. Secondo la tradizione cristiana egli svolgeva infatti un importante ruolo religioso, ma in Irlanda era spesso residente nel monastero e subordinato o pari grado all'abate. La diocesi monastica corrispondeva al territorio del clan.
La vita monastica si svolgeva in comunità, sebbene l'eremitaggio fosse considerato la forma più alta di monachesimo. Nelle vite dei santi irlandesi si fa spesso menzione di monaci e persino di abati che si recavano a qualche distanza dal monastero a cui appartenevano per vivervi in isolamento.
Le regole monastiche si basavano sulla preghiera, la povertà e l'obbedienza. I monaci apprendevano la lingua latina, che era la lingua ufficiale della Chiesa e leggevano testi di autori sia pagani che cristiani, facendo dei monasteri degli importanti centri culturali. Entro la fine del VII secolo le scuole monastiche irlandesi accolsero studenti provenienti dall'Inghilterra e dal resto dell'Europa.

## Diffusione in Europa
Il monachesimo irlandese fu un fenomeno di grande importanza per la diffusione del Cristianesimo nell'Inghilterra anglosassone e nei regni merovingi nel VI e VII secolo.

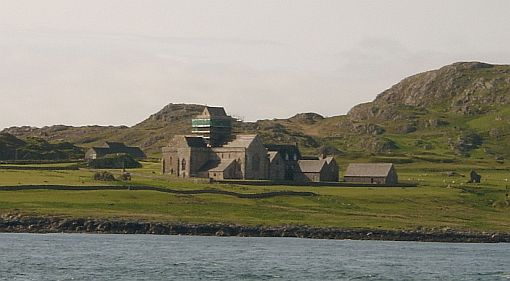
Il monastero di Iona dal mare

Le missioni irlandesi iniziarono con quella di san Columba di Iona, o Colum Cille, co-patrono d'Irlanda e uno dei dodici apostoli d'Irlanda. In seguito alla battaglia di Cooldrumman (Cúl Dreimhne, 561), che egli stesso aveva causato, per penitenza si recò missionario in Scozia, con dodici compagni, con il proposito di convertire altrettanti pagani di quella regione quanti erano stati i caduti durante il combattimento. Ottenne delle terre nell'isola di Iona, sulla costa occidentale della Scozia, dove fondò un monastero. Da qui condusse un'energica opera di evangelizzazione dei Pitti, allora ancora pagani, e un'intensa attività diplomatica di mediazione tra i diversi clan scozzesi, facendo inoltre dell'abbazia un importante centro culturale.
Già nei due secoli precedenti le coste occidentali della Scozia erano state colonizzate da genti provenienti dall'Irlanda. Il termine latino di Scotti si riferiva alle popolazioni di lingua celtica stanziate sia in Irlanda che in Scozia. I monasteri irlandesi che si diffusero nell'Europa continentale, ad opera di monaci provenienti da entrambe le regioni, sono pertanto in alcuni casi indicati con il termine di "monasteri scoti" (Schottenklöster in Germania).
Sant'Aidano fondò nel 635 il monastero di Lindisfarne in Northumbria e negli anni seguenti i missionari irlandesi convertirono la maggior parte dell'Inghilterra anglosassone: l'ultimo re anglosassone pagano, Penda di Mercia, morì nel 655.

## San Colombano
Dal 590 san Colombano, il più significativo rappresentante dell'Europa continentale del monachesimo iro-scoto, fu attivo nei territori merovingi iniziandovi un movimento monastico che coinvolse tutti i regni franchi.
Per primo fondò nella Franca Contea, nel 591-592 il monastero di San Martino ad Annegray, sul sito di un'antica fortezza romana, poi quello di San Pietro a Luxeuil, a circa 8 miglia a sud-est, nell'odierna Luxeuil-les-Bains, dove si stabilì nel 593 e infine quello di San Pancrazio a Fontaines, vicino ai primi due. Dopo essere entrato in contrasto con l'episcopato locale e con i re burgundi fu costretto a ripartire e riprese a viaggiare. Nel 611 fondò a Bregenz sul lago di Costanza il monastero di Sant'Aurelia.

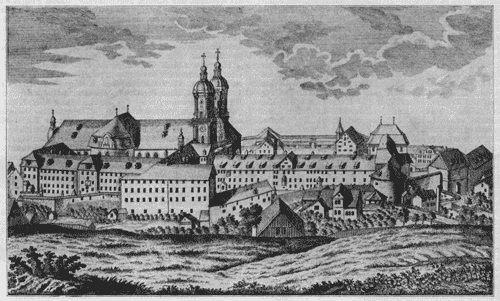
Abbazia di San Gallo nel 1769

 Decise in seguito di recarsi a Roma, ma lungo la strada il suo compagno san Gallo fu costretto a fermarsi per una malattia e fondò nel 613 l'abbazia di San Gallo. Colombano arrivò quindi fino a Bobbio dove fondò l'abbazia di San Colombano e dove morì nel 615.
Le osservanze e le consuetudini introdotte a Luxeuil da Colombano furono presto affiancate da norme tratte dalla regola di san Benedetto.
I monasteri colombaniani tra il IX secolo ed il X secolo adottarono la regola benedettina voluta dall'imperatore Ludovico il Pio e da Benedetto d'Aniane.
Nel corso del VII secolo i discepoli di san Colombano continuarono a fondare monasteri. Uno dei suoi compagni, san Deicolo (o san Deisle), fondò nel 610 a Lure, ancora nella Franca Contea, l'abbazia di Lure. Un monaco di Luxeuil, sant'Amé fondò, insieme a san Romarico un duplice monastero, maschile e femminile a Remiremont nel 620.  Nel 654 san Filiberto fondò secondo la regola di san Colombano l'abbazia di Jumièges in Normandia, e nel 675 un'altra a Noirmoutier su un'isola presso la costa della Vandea.

## Dopo san Colombano
L'attività dei monaci irlandesi in Europa, declinò poco dopo la morte di san Colombano. Nel 664 il sinodo di Whitby aveva riunito il cristianesimo celtico con la Chiesa cattolica romana. Dal 698 fino a Carlo Magno lo sforzo missionario venne compiuto da missioni prevalentemente anglosassoni.
Altri monaci tuttavia partirono dall'Irlanda e fondarono monasteri nell'Europa continentale: san Disibod, arrivato sul continente nel 640, fondò il monastero di Disibodenberg, alla confluenza del fiume Glan con il fiume Nahe, presso Bad Sobernheim. E intorno alla metà del VII secolo san Foillano fondò il monastero di Fosses-la-Ville, presso Namur, nel Belgio. Ancora nell'VIII secolo san Pirmino nel 724 fondò l'abbazia di Reichenau sull'omonima isola del lago di Costanza.
In Germania le fondazioni monastiche di origine irlandese, in particolare quelli benedettini, agli inizi del XIII secolo si riunirono in una vasta congregazione, approvata nel 1215 da papa Innocenzo III, il cui abate generale era quello a capo del monastero di San Giacomo (detto anche "Monastero scoto") di Ratisbona, fondato da monaci irlandesi nel 1090 circa. Il più antico di essi era stato comunque il monastero di Säckingen, su un'isola sul Reno presso Basilea in Svizzera, fondato da san Fridolino in data incerta, ma attestato dall878. 
Tra i monaci irlandesi insediati nell'Europa centrale furono importanti teologi prima Giovanni Scoto Eriugena (815-877) e poi Mariano Scoto (1028 – 1082 o 1083)

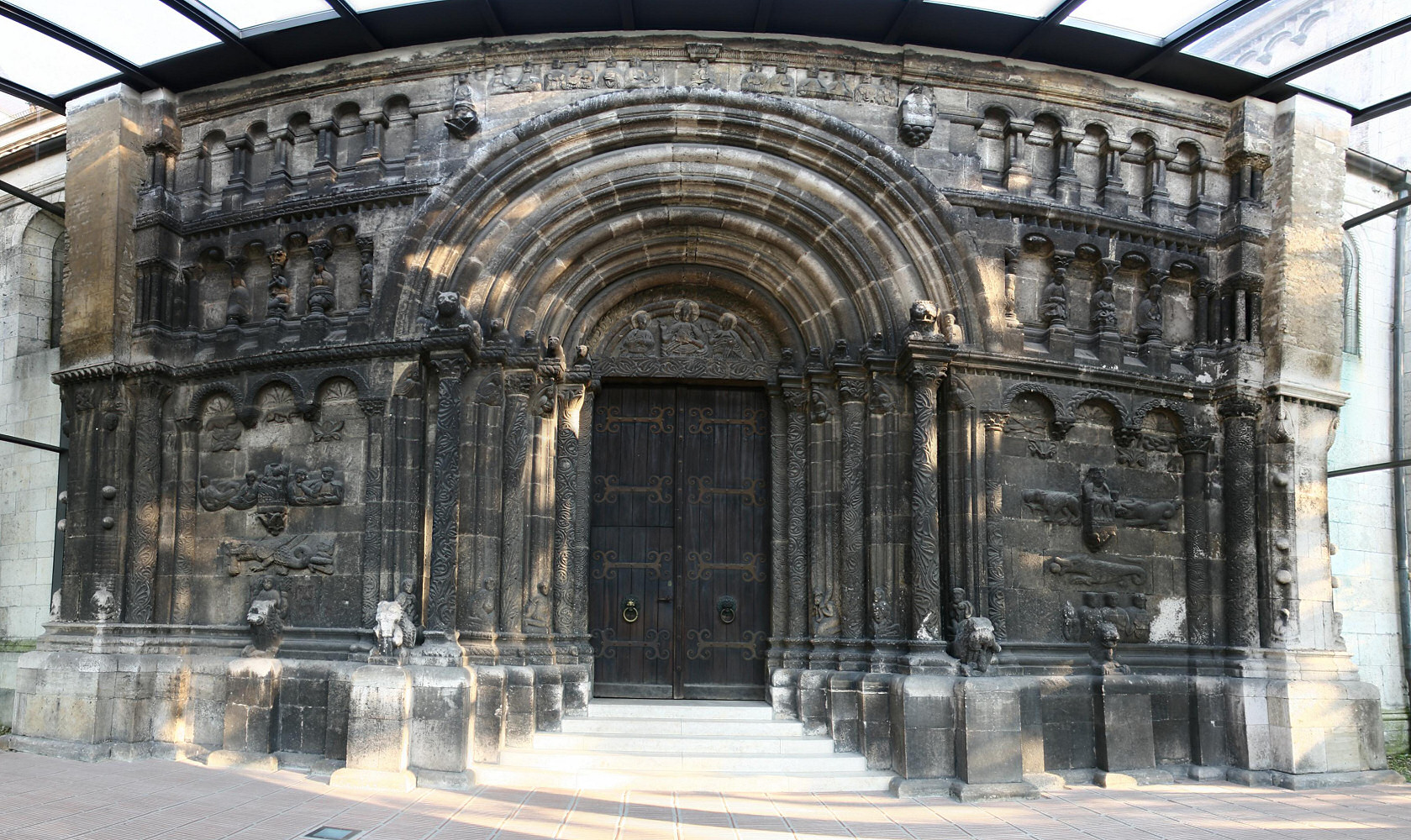
Portale d'ingresso del monastero scoto di Ratisbona

Nell'XI e XII secolo si ebbe uno sviluppo delle fondazioni monastiche irlandesi, riservate ai monaci scoti. Mariano, Giovanni e Candido fondarono intorno al 1072 un monastero a Ratisbona, già ricostruito a partire dal 1090. Diversi di questi monasteri vennero fondati tra il XII e il XIII secolo direttamente da monaci provenienti da Ratisbona.
Nel XIV e XV secolo molti antichi monasteri irlandesi erano in declino, sia per carenza di disciplina religiosa o per difficoltà economiche, sia per mancanza di monaci scoti: per questo motivo a volte i conventi vennero ripopolati con monaci di altra origine, mentre altri furono soppressi. In conseguenza della Riforma protestante in Scozia, molti benedettini scozzesi si rifugiarono presso i monasteri irlandesi in Germania. Questi però non riuscirono a sopravvivere a lungo e nel 1862 papa Pio IX soppresse l'ultimo monastero irlandese in Germania.